# Pardus
Pardus és una distribució GNU/Linux inspirada en Gentoo.
Va ser desenvolupada pel consell de recerca científica i sociològica del govern de Turquia; a més, es va declarar " que és una molt bona opció de forma totalment gratuïta, totalment capaç de reemplaçar a altres sistemes operatius com Windows o Mac.
Posseïx una gran gamma de programari lliure comparat amb altres distribucions, tals com el mudur, un programari per accelerar els programes d'instal·lació, PiSi un sistema de gestió de paquets acompanyat per una plataforma gràfica fàcil d'usar, i el  TASMA  que permet personalitzar el KDE.

## Històric de versions
| Versió | Data publicació | Fi suport  | Nom                           | Notes                                                                                                   |
| ------ | --------------- | ---------- | ----------------------------- | --- |
| 1.0    | 26-12-2005      |            | Pardus 1.0                    | |
| 1.1    | 2005            | Pardus 1.1 |                               | |
| 2007   | 18-12-2006      | 27-03-2009 | Pardus 2007                   | |
| 2007.1 | 16-03-2007      | 27-03-2009 | Pardus 2007.1 Felis Chaus     | |
| 2007.2 | 11-07-2007      | 27-03-2009 | Pardus 2007.2 Caracal Caracal | |
| 2007.3 | 19-11-2007      | 27-03-2009 | Pardus 2007.3 Lynx lynx       | |
| 2008   | 27-06-2008      | 2010       | Pardus 2008                   | |
| 2008.1 | 15-12-2008      | 2010       | Pardus 2008.1 Hyaena hyaena   | CDs d'instal·lació separada: CD per Anglés o Turc; CD d'instal·lació internacional per a 9 idiomes més. |
| 2008.2 | 30-01-2009      | 2010       | Pardus 2008.2 Canis aureus    | |
| 2009   | 17-07-2009      | TBD        | Pardus 2009                   | |
| 2009.1 | 15-01-2010      | TBD        | Pardus 2009.1                 | |

Nota: No s'inclouen les versions Alpha/Beta.